# Posępny Mononokean
Posępny Mononokean (jap. 不機嫌なモノノケ庵 Fukigen na Mononokean) – manga autorstwa Kiri Wazawy, publikowana na łamach magazynu „Gangan Online” wydawnictwa Square Enix od września 2013 do kwietnia 2021.
Na podstawie mangi powstały dwa sezony anime. Pierwszy sezon był emitowany od czerwca do września 2016, drugi natomiast od stycznia do marca 2019.
W Polsce manga została wydana przez Waneko.

## Fabuła
Hanae Ashiya jest licealistą, który spędził pierwszy tydzień szkoły w gabinecie pielęgniarki z powodu yōkai, który się do niego przyczepił. Zdesperowany, trafia do herbaciarni Mononokean, prowadzonej przez Haruitsukiego Abeno, specjalistę w odprawianiu yōkai do zaświatów. Haruitsuki pomaga Hanae pozbyć się problemu, ale w zamian wymaga spłaty długu, co zmusza chłopaka do podjęcia pracy jako jego asystent.

## Bohaterowie
- Hanae Ashiya (jap. 芦屋 花繪 Ashiya Hanae)

Seiyū: Yūki Kaji 
- Haruitsuki Abeno (jap. 安倍 晴齋 Abeno Haruitsuki)

Seiyū: Tomoaki Maeno 
- Zenko Fujiwara (jap. 藤原 禅子 Fujiwara Zenko)

Seiyū: Ayahi Takagaki 
- Yahiko (jap. ヤヒコ)

Seiyū: Ikue Ōtani 
- Kora (jap. コウラ Kōra)

Seiyū: Yōko Hikasa 
- Shizuku (jap. シズク)

Seiyū: Chinami Hashimoto 
- Legislator (jap. 立法 Rippō)

Seiyū: Jun’ichi Suwabe 

## Manga
Manga ukazywała się w internetowym czasopiśmie „Gangan Online” wydawnictwa Square Enix od 12 września 2013 do 8 kwietnia 2021. Całość została zebrana w 18 tankōbonach, wydawanych od 21 czerwca 2014 do 12 lipca 2021.
W Polsce prawa do dystrybucji nabyło wydawnictwo Waneko.
| Nr | Język japoński    | Język japoński         | Język polski      | Język polski           |
| Nr | Data wydania      | ISBN                   | Data wydania      | ISBN                   |
| -- | ----------------- | ---------------------- | ----------------- | ---------------------- |
| 1  | 21 czerwca 2014   | ISBN 978-47-5754-252-5 | 17 marca 2017     | ISBN 978-83-8096-201-9 |
| 2  | 22 września 2014  | ISBN 978-47-5754-417-8 | 18 maja 2017      | ISBN 978-83-8096-202-6 |
| 3  | 21 lutego 2015    | ISBN 978-47-5754-557-1 | 18 lipca 2017     | ISBN 978-83-8096-203-3 |
| 4  | 22 maja 2015      | ISBN 978-47-5754-644-8 | 19 września 2017  | ISBN 978-83-8096-204-0 |
| 5  | 21 listopada 2015 | ISBN 978-47-5754-798-8 | 17 listopada 2017 | ISBN 978-83-8096-205-7 |
| 6  | 22 czerwca 2016   | ISBN 978-47-5755-015-5 | 19 stycznia 2018  | ISBN 978-83-8096-206-4 |
| 7  | 21 września 2016  | ISBN 978-47-5755-089-6 | 19 marca 2018     | ISBN 978-83-8096-207-1 |
| 8  | 22 marca 2017     | ISBN 978-47-5755-278-4 | 14 maja 2018      | ISBN 978-83-8096-208-8 |
| 9  | 22 sierpnia 2017  | ISBN 978-47-5755-443-6 | 19 lipca 2018     | ISBN 978-83-8096-209-5 |
| 10 | 22 stycznia 2018  | ISBN 978-47-5755-589-1 | 19 września 2018  | ISBN 978-83-8096-423-5 |
| 11 | 22 czerwca 2018   | ISBN 978-47-5755-750-5 | 19 listopada 2018 | ISBN 978-83-8096-424-2 |
| 12 | 21 grudnia 2018   | ISBN 978-47-5755-949-3 | 21 marca 2019     | ISBN 978-83-8096-597-3 |
| 13 | 22 marca 2019     | ISBN 978-4-7575-6054-3 | 10 lipca 2019     | ISBN 978-8-3809-6598-0 |
| 14 | 12 września 2019  | ISBN 978-4-7575-6284-4 | 14 stycznia 2020  | ISBN 978-83-8096-599-7 |
| 15 | 12 lutego 2020    | ISBN 978-4-7575-6501-2 | 27 maja 2020      | ISBN 978-83-8096-600-0 |
| 16 | 11 sierpnia 2020  | ISBN 978-4-7575-6796-2 | 30 listopada 2020 | ISBN 978-83-8096-601-7 |
| 17 | 12 lutego 2021    | ISBN 978-4-7575-7092-4 | 18 czerwca 2021   | ISBN 978-83-8242-060-9 |
| 18 | 12 lipca 2021     | ISBN 978-4-7575-7367-3 | 29 listopada 2021 | ISBN 978-83-8242-191-0 |

## Anime
Adaptacja w formie telewizyjnego serialu anime została ogłoszona przez Square Enix 11 lutego 2016. Seria została wyreżyserowana przez Akirę Iwanagę na podstawie scenariusza Takao Yoshioki, a animacją zajęło się studio Pierrot. Muzykę skomponował Yasuharu Takanashi, a projekty postaci wykonała Atsuko Kageyama. Emisja rozpoczęła się 28 czerwca i zakończyła 21 września 2016, licząc 13 odcinków.
21 czerwca 2018 zapowiedziano drugi sezon. Funkcję reżysera objął Itsuro Kawasaki, zastępując Akirę Iwanagę, a Mizuki Aoba zastąpił Atusko Kageyamę na stanowisku projektanta postaci. 13-odcinkowa seria była emitowana od 5 stycznia do 30 marca 2019.

### Ścieżka dźwiękowa
| Seria          | Tytuł                                               | Wykonawcy                | Źródło   |
| Czołówka       | Czołówka                                            | Czołówka                 | Czołówka |
| -------------- | --------------------------------------------------- | ------------------------ | -------- |
| 1              | „Tomodachi Meter” (jap. トモダチメートル)           | The Super Ball           | [ 49 ]   |
| 2              | „Long Time Traveller” (jap. ロングタイムトラベラー) | mono palette             | [ 50 ]   |
| Napisy końcowe |                                                     |                          |          |
| 1              | „Tobira no mukō” (jap. 扉の向こう)                  | Tomoaki Maeno, Yūki Kaji | [ 44 ]   |
| 2              | „1%”                                                | Wolpis Kater             | [ 51 ]   |